# Taller
Taller é uma comuna francesa na região administrativa da Nova Aquitânia, no departamento Landes. Estende-se por uma área de 39,6 km². Em 2010 a comuna tinha 631 habitantes (densidade: 15,9 hab./km²).